# José López Prudencio

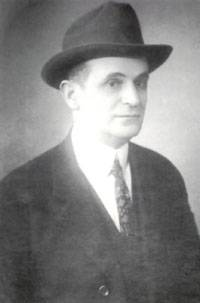
José López Prudencio.

José López Prudencio  (Badajoz, 11 de noviembre de 1870 - Badajoz, septiembre de 1949) fue un escritor, periodista, ensayista y crítico literario español. Es considerado una de las principales figuras públicas de Badajoz de la primera mitad del siglo XX.
Autor de varias obras, llegó a ser cronista municipal de Badajoz y académico correspondiente de la Real Academia Española. Asimismo, fue colaborador y director de varios diarios de la región, como el Noticiero Extremeño, el Correo de la Mañana o el Correo Extremeño.
Se caracterizó por defender la identidad extremeña y su regionalismo y el primero que habló de la propia "raza" de los extremeños como hiciera Luis Chamizo o José María Gabriel y Galán.

Extremadura tiene una acentuadísima personalidad regional que le distingue de todas las demás regiones de España […] Este es el temperamento de nuestros hombres, de nuestra raza. Las audacias para innovar, las inflexibilidades para transigir, las firmes aficiones a lo tradicional y castizo digno de conservarse, la enemiga irreconciliable con la rutina, los altos ensueños, las feroces ironías, sin temores ni piedades, para cuánto se considera reprensible, son las notas del temperamento extremeño en literatura.
El genio literario de Extremadura, pp. 2-4.

## Obra
La característica principal de la obra de López es su nostalgia extremeñista. Tenía una gran capacidad para la asimilación de las innovaciones estéticas y obras de carácter erudito. Un ejemplo es la edición de Diego Sánchez de Badajoz. Esa misma nostalgia se puede observar en obras como Vargueño de saudades (1917), Relieves antiguos (1925) y el Libro de las horas anónimas (1926).
También realizó ensayos que buscaban, explícitamente, la definición de las características que permitieran definir la tradición del pueblo extremeño y  su identidad: Extremadura y España. Conferencias familiares sobre la Raza de los conquistadores (1903), El genio de Extremadura (1912), Notas literarias de Extremadura (1932).

La indisciplina con los cánones consagrados, el apego a lo nacional y castizo, la repulsión a lo advenedizo y exótico, la displicencia para con el medio ambiente, la acritud e inexorabilidad para con los defectos sociales, la audacia satírica para flagelarlas, aun en las más altas esferas, y la osadía para emprender caminos nuevos, se encuentran en todos los literatos extremeños, con tal constancia y uniformidad, que da fisonomía peculiar y acentuadamente personal a nuestro genio literario.
El genio literario de Extremadura, p. 4.